# Chris Cuomo
Christopher Charles Cuomo (Queens, 9 agosto 1970) è un giornalista statunitense.

## Biografia
Cuomo è il fratello minore dell'ex governatore dello stato di New York Andrew Cuomo e figlio dell'ex governatore di New York Mario Cuomo. 
Noto principalmente per il programma televisivo Cuomo Prime Time, in onda sulla CNN, è stato licenziato nel dicembre 2021 dall'emittente per aver aiutato il fratello, uno dei leader del Democratic Party USA, travolto dalle denunce a sfondo sessuale di varie donne, a contrattaccare mediaticamente le accuse, cercando di usare le sue "fonti" per ottenere informazioni sulle persone coinvolte e sul caso.